# Сурсельва (регион)
Регион Сурсельва (нем. Region Surselva, итал. Regione Surselva, романш. Regiun Sursevela) — регион швейцарского кантона Граубюнден, учрежденный 1 января 2016 года в результате региональной реформы кантона Граубюнден. Был образован из бывшего округа Сурсельва.
Административным центром считается коммуна Иланц/Глион.

## География
Самой высокой точкой региона считается гора Тёди (3614 м).
Через регион протекает река Передний Рейн, исток которой располагается в долине Сурсельва.
Регион Сурсельва граничит с регионами Имбоден на востоке и Виамала на юго-востоке, с кантоном Тичино (округа Бленио и Левентина) на юге и юго-западе, с кантоном Ури (округа Андерматт,  Гуртнеллен и Зиленен) на западе и на северо-западе, и с кантоном Гларус (коммуна Гларуз-Зюд) на севере.

## Административное деление
| №  | Герб | Название           | Население (2022) | Площадь на км² (2019) |
| -- | ---- | ------------------ | ---------------- | --------------------- |
| 1  |      | Брайль-Бригельс    | 1719             | 96,58                 |
| 2  |      | Фалера             | 637              | 22,4                  |
| 3  |      | Лакс               | 2001             | 31,7                  |
| 4  |      | Сагонь             | 755              | 6,9                   |
| 5  |      | Шлуайн             | 597              | 4,8                   |
| 6  |      | Вальс              | 955              | 175,6                 |
| 7  |      | Лумнеция           | 2029             | 165,48                |
| 8  |      | Медель (Лукмань)   | 322              | 83,9                  |
| 9  |      | Оберзаксен-Мундаун | 1338             | 70,36                 |
| 10 |      | Зафиенталь         | 952              | 151,42                |
| 11 |      | Сумвич             | 1082             | 101,88                |
| 12 |      | Трун               | 1152             | 51,9                  |
| 13 |      | Туеч               | 1180             | 133,91                |
| 14 |      | Дизентис/Муштер    | 2009             | 91,0                  |
| 15 |      | Иланц/Глион        | 4969             | 133,48                |

### Слияние муниципалитетов

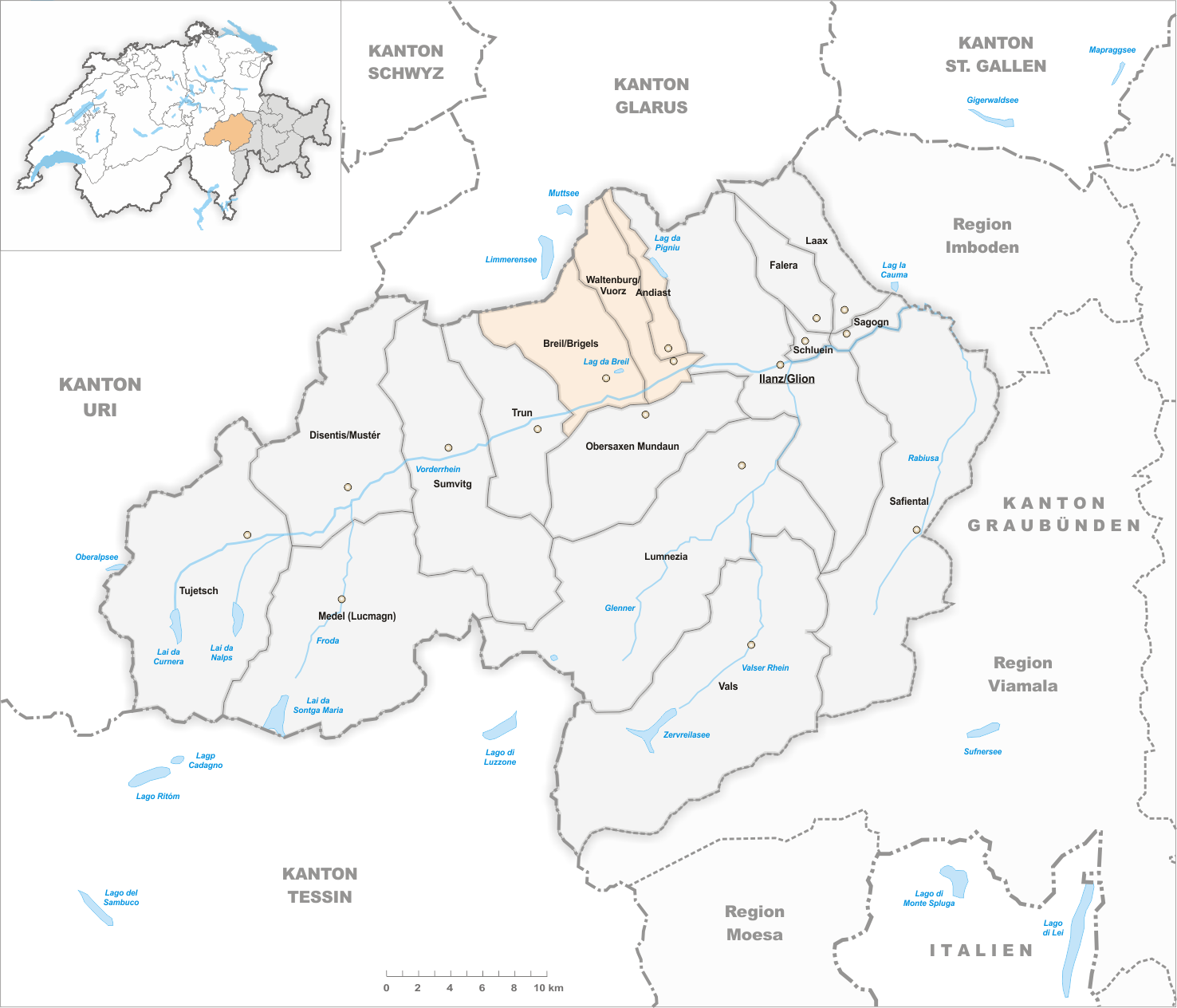
Карта муниципалитетов к 2018 году

- В 2016 году коммуны Мундаун и Оберзаксен объединились, образовав муниципалитет Оберзаксен-Мундаун.[4]
- В 2019 году коммуны Андиаст и Вальтенсбург вошли в состав муниципалитета Брайль-Бригельс.